# CEI 60906-1
CEI 60906-1 est une norme internationale pour les prises électriques 230 V AC.

Prise CEI60906-1